# 朝闻道
《朝聞道》是刘慈欣的短篇科幻小说，收錄于江苏凤凰文艺出版社出版的同名小説集中。其主題是「不可抑制的求知欲」。

## 名稱
語出《論語·里仁》：「子曰：朝聞道，夕死可矣。」

## 劇情
與《三體》共享科技封鎖的世界觀與綫索人物丁儀 (諧音「定義」)。
理论物理学家丁仪与妻子方琳，女儿文文乘坐用于维修粒子加速器"爱因斯坦赤道"的小车，环游世界；"爱因斯坦赤道"是人类迄今为止最大的粒子加速器，绕北纬45度一周，而第二天它将以最大功率运行，科学家们将通过实验建立宇宙大统一模型。旅行结束时他们回到了位于塔克拉玛干沙漠的加速器控制中心，此刻已是深夜，方琳和文文离开，丁仪则留在加速器控制中心，做起了一位理论物理学家的美梦。
突然，他被叫醒，并得知加速器突然消失，取而代之的是一条草带。他与一众科学家出门查看，却遇到了宇宙的"排险者"，是他蒸发了加速器。排险者告诉他们，实验必须终止，否则就会触发真空衰变，毁灭全宇宙。科学家们恳求排险者告诉他们大统一模型，却被告知这违反了"知识密封准则"，否则可能会导致多元宇宙的毁灭；而排险者的文明则是通过了另一种不用触发真空衰变，但时机已过不可重复的方式获得了大统一模型。科学家们陷入绝望，但丁仪提出了一个两全的方法：把模型告诉他们，然后毁灭他们。排险者答应了。
消息很快传遍全球，全世界各界的大部分科学家也提出了相同的请求，用生命换取真理。排险者在沙漠中建造了一个巨大的"真理祭坛"。三天后，科学家们聚集在真理祭坛前，一起的还有记者，想挽留这些科学精英的各国元首和科学家们的亲朋好友。方琳也带着文文来，让她看看他的爸爸是怎么死的，警醒她以后远离物理学这种"毒品"。各国元首也与排险者争论起来，排险者认为对宇宙终极美的追求是宇宙所有文明的基本价值观，人类则认为这不可理喻；这时排险者也道出他们是如何得到大统一模型的：
在很久很久以前，宇宙还很小很炙热，没有恒星但物质已从能量中沉淀出来，形成星云。一种由力场与稀薄物质组成的生命诞生了，这种星云生命进化与思考的速度极快，很快便产生了遍布宇宙的高等文明。为了获得宇宙的终极真理——大统一模型，全宇宙文明一致同意，冒着真空衰变毁灭全宇宙的风险进行实验。在真空衰变前万分之一秒左右，他们得到了建立模型最关键的数据，并将这些数据用引力波发生出去，传向遥远的未来，希望未来有文明能接收到这些信息，从而推导宇宙大统一模型。宇宙毁灭后，物质重新凝结，恒星与行星孕育出新的文明，而排险者的文明正好收到了信息，从而得到了大统一模型。
元首们又来到科学家们面前做最后的挽留，可他们却无动于衷，美国总统更是暴怒："他们声称为全人类的利益而研究，其实只是拿社会的财富满足自己的欲望，满足他们对那种玄虚的宇宙和谐美的变态欲望，这和拿公款嫖娼有什么区别?!"丁仪笑着说："总统先生，科学发展到今天，终于有人对它的本质进行了比较准确的定义。"
献祭开始了，数学家，古生物学家，经济学家......一拨又一拨的科学家走上祭坛，用生命换取真理。最后走上祭坛的是斯蒂芬·霍金，而他的问题是："宇宙的目的是什么？"，排险者眼中闪过恐慌，随后表示自己也不知道答案。
20年后，方琳和文文重返早已变成草原的塔克拉玛干沙漠，此时文文早已走上父亲的道路。星空下，文文问："人生的目的是什么？""不知道，我怎么知道呢？"方琳喃喃答道。